# 萬萬沒想到—女王的密室第貳彈
《萬萬沒想到－女王的密室第貳彈》，官方英文名Mission of The Queen 2，為首作《女王的密室》第二季，是由友松娛樂與中華網龍共同製作，台灣電視公司（台視）監製的全世界首部結合手機遊戲的大型現場直播益智節目。2015年3月14日於台視首播，主持人為張小燕、阿Ken。
2015年5月30日至2015年7月25日，由「生活飲料」冠名贊助，節目名稱更改為「生活飲料 萬萬沒想到－女王的密室第貳彈」。
2015年8月22日至2015年10月17日，由「Bio-essence碧歐斯」冠名贊助，節目名稱更改為「Bio-essence 萬萬沒想到－女王的密室第貳彈」。

## 主持人
- 「Hello女皇」：公布答題結果。由張小燕飾演。
- 「6大護法」：負責出題。由阿Ken、陳大天、納豆、邰智源、辰亦儒與王少偉擇一飾演[2]。

## 節目內容

### 劇情介紹
距離地球一光年的銀河系「Swallow星球」，被「暗黑魔神大軍」攻佔並大肆破壞。倖存「Swallow星球」（Swallow是「燕子」的意思，引申張小燕所飾演所在星球的女皇，並取其本名第三個字「燕」，翻譯成英文，以達宗旨）的「Hello女皇」（張小燕飾演）與六大護法（阿Ken飾演黑護法、陳大天飾演白護法、納豆飾演愛情護法、邰智源飾演金護法、辰亦儒飾演獨孤護法、王少偉飾演萬獸護法）一起逃離Swallow星球。Hello女皇發現地球上有七道智慧之光。只要找到些擁有智慧之光的能量者，便能擊敗暗黑魔神，拯救所有生命。若將這七位「智慧光武士」集合，便能組成宇宙最強大的力量「智慧光之封印」，所有暗黑魔神的力量將被一舉瓦解……

### 遊戲規則與流程
每一回合一開始會有三位智慧能力者。在智慧能力者介紹他們的特色以及智慧指數後，將由電視機前觀眾運用指定的行動應用程式（APP），在5秒內作出決定來選擇何者上場，百分比最多的即可上場挑戰(備註：第33集以拔箭方式決定挑戰者)。上場後將開始回答題目。每一回合皆有十道題目，智慧能力者都必須要回答完總計十道題目，才能獲得最高獎金。
在回答期間，電視機前有APP的觀眾須在主持人唸出倒數計時開始後，在倒數時間內完成作答且不能更改答案。智慧能力者則須在倒數計時完後立即講出答案，但在倒數期間不能講出答案。而都在作答完畢後，女王會宣布正確答案。電視機前觀眾採取以答對者繼續挑戰、答錯者則被淘汰的制度。倘若智慧能力者的答案也是錯誤的則會提前結束，並依情況來抽出一位幸運的觀眾來獲得智慧能力者得到的獎金。若智慧能力者在第一至三題即淘汰者，則無此流程。而此參賽者若不能替電視機前觀眾取得獎金者，則必須視情形向未被淘汰的觀眾說抱歉。

### 獎金制度
每一次皆有十道題目，每個題目均為三選一選擇題。智慧能力者都必須要回答完總計十道題目，才能獲得最高獎金。獎金結構如下：
- 完成第三題：線上觀眾有機會獲得獎金新臺幣壹萬圓整（NTD10,000.-）
- 完成第六題：線上觀眾有機會獲得獎金新臺幣貳萬圓整（NTD20,000.-）
- 完成第九題：線上觀眾有機會獲得獎金新臺幣叁萬圓整（NTD30,000.-）
- 完成第十題：線上觀眾有機會獲得獎金新臺幣拾萬圓整（NTD100,000.-）

倘若智慧能力者當中答題錯誤，即刻出局。若在第一階之中答錯，得不到任何獎金，第二階之後答錯，即可保有獎金。相對的，能同步進行智慧型手機或平板電腦，並下載指定行動應用程式（APP）的電視觀眾，也能有機會跟節目內智慧能力者取得相同金額獎金。前提是，電視機觀眾必須要奮鬥到與電視節目內的智慧能力者沒被淘汰，才有機會取得同額獎金。當然，若是現場智慧能力者在第一關答錯，不能達到第二關之後者，觀眾也喪失獲得獎金的抽獎機會。
而無論是現場節目智慧能力者，還是電視節目智慧能力者，除了第一關以外，在到達第二關之後無論是否成功或失敗的智慧能力者，沒有其他益智問答節目「答錯者，上一題累計獎金折半」的影響，可保證得到門檻獎金。

#### 階級授權
當智慧能力者答錯到某一程度，或者是全部答對，均有由女皇授權的「稱號」。稱號名稱如下：
- 第三題以前答錯：取得「愚民」等級。
- 第六題以前答錯：取得「聰明小學士」等級。
- 第九題以前答錯：取得「機靈小碩士」等級。
- 第十題以前答錯：取得「博士先修班」等級。
- 十題全對：取得「智慧光武士」等級。

### 帽子戲法
〈帽子戲法〉為猜帽子得獎金的小遊戲。號稱「不用回答問題，只要選擇，就有機會獲得獎金」與網路流行語「很重要，故重複三次」為口號，且在節目的最後有機會出現的「隱藏遊戲」。只要持有手機的觀眾與來賓能猜中獎金是藏在A、B、C中的哪頂帽子內，即有機會得中獎金新臺幣壹萬圓整（NTD10,000.-）。

## 製作團隊
- 監製：李立國
- 出品人：薛聖棻
- 製作人：陳財裕、黃琳容、陳俊良、沈丹桂、王郁淳
- 企劃：游英皓、斯浩勛、許家華
- 策劃：呂筱瑋
- 通告組：郭佩臻
- 硬體組：陳育聖
- 音樂組：吳欣儒
- 後製組：盧宛莉、張曉瑜
- 數位組：馮福川、陳怡伶、陳美劭、魯世傑、王天佑、林佟祈、陳捷、廖宗煒
- 音樂協力：阿毛老師
- 美術指導：張從寬
- 視訊：張敬業、馬子容、朱紹杰
- 攝影：陳文田、張興霸、陳益銘、陳力勤、沈大昌
- 成音：藍錫豐、呂振銘、鍾萬華
- 燈光：黃秋陽、夏靜揚、陳鴻昌
- 動畫設計：方塊娛樂
- 中華網龍總策畫：蔡孟純、劉立偉、吳星儀、饒婉懿、李信言、戴光賢、曾婧紋、曾奕愷、陳顥文、王香婷、梁世明、趙祐聖、賴韋翔、李東峻、蔡育志
- 視覺設計：李云、張立達、蘇玲瑤
- 字幕：壹工廠
- 音效：汎昇音樂有限公司
- 助理導播：吳佩璇、夏嘉嬭、林益全
- 副導播：曾鈺雯、曹秉羿
- 導播：吳佩諭
- 製作公司：友松娛樂
- 監製公司：台灣電視公司

## 外部連結
- 官方网站－台視
- 萬萬沒想到—女王的密室第貳彈的Facebook專頁
- 萬萬沒想到APP Android下載頁面 （页面存档备份，存于）
- 萬萬沒想到APP IOS下載頁面 （页面存档备份，存于）

| 台視 每週六 20:00 - 22:00                   | 台視 每週六 20:00 - 22:00                                      | 台視 每週六 20:00 - 22:00 |
| ------------------------------------------- | -------------------------------------------------------------- | ------------------------- |
|                                             | 萬萬沒想到－女王的密室第貳彈 （2015年3月14日－2015年12月12日） |                           |
| 女王的密室 （2014年12月13日－2015年3月7日） | 女王的密室3 （2015年12月19日－2016年4月30日）                  |                           |